# Cirurgia remota
A cirurgia remota (também conhecida como telecirurgia) é a capacidade de um médico realizar uma cirurgia em um paciente, mesmo que eles não estejam fisicamente no mesmo local. É uma forma de telepresença. Um sistema cirúrgico robótico geralmente consiste em um ou mais braços (controlados pelo cirurgião), um controlador mestre (console) e um sistema sensorial que fornece retroalimentação ao usuário. A cirurgia remota combina elementos de robótica, telecomunicações, como conexões de dados de alta velocidade e elementos de sistemas de informações gerenciais. Enquanto o campo da cirurgia robótica está bastante bem estabelecido, a maioria desses robôs é controlada por cirurgiões no local da cirurgia. A telecirurgia é um trabalho remoto para cirurgiões, onde a distância física entre o cirurgião e o paciente é menos relevante. Ele promete permitir que a experiência de cirurgiões especializados esteja disponível para pacientes em todo o mundo, sem a necessidade de os pacientes viajarem para fora do hospital local.

## Sistemas cirúrgicos
Os sistemas de robôs cirúrgicos foram desenvolvidos desde o primeiro sistema de telecirurgia funcional até o Sistema Cirúrgico da Vinci, que é atualmente o único sistema robótico cirúrgico disponível comercialmente. Em Israel, uma empresa foi estabelecida pelo professor Moshe Schoham, da faculdade de Engenharia Mecânica do Technion. Utilizados principalmente para cirurgias "on-site", esses robôs auxiliam o cirurgião visualmente, com maior precisão e menos invasividade aos pacientes. O Da Vinci Surgical System também foi combinado para formar um sistema Dual Da Vinci que permite que dois cirurgiões trabalhem juntos em um paciente ao mesmo tempo. O sistema dá aos cirurgiões a capacidade de controlar diferentes braços, alternar o comando dos braços a qualquer momento e se comunicar por meio de fones de ouvido durante a operação.